# Gesetz zur Änderung der in das Geburtenregister einzutragenden Angaben
Das Gesetz zur Änderung der in das Geburtenregister einzutragenden Angaben ist ein deutsches Artikelgesetz, mit dem insbesondere das Personenstandsgesetz (PStG) geändert worden ist.
Mit Wirkung zum 22. Dezember 2018 wurde § 45b PStG n.F. eingefügt. Die Vorschrift regelt die Erklärung zur Geschlechtsangabe und Vornamensführung bei Personen mit Varianten der Geschlechtsentwicklung. Kann ein Kind weder dem weiblichen noch dem männlichen Geschlecht zugeordnet werden, so kann gemäß § 22 Abs. 3 PStG n.F. der Personenstandsfall auch ohne eine solche Angabe oder mit der Angabe „divers“ in das Geburtenregister eingetragen werden.
Vorausgegangen war eine Entscheidung des Bundesverfassungsgerichts vom 10. Oktober 2017, welche den Gesetzgeber aufgefordert hatte, bis zum 31. Dezember 2018 einen anderen positiven Geschlechtseintrag als weiblich oder männlich zu ermöglichen.
In den Medien wurde diese Möglichkeit als „Dritte Option“ oder „Drittes Geschlecht“ tituliert.

## Rechtslage seit 2013
Im Geburtenregister wird auch das Geschlecht eines Kindes beurkundet (§ 21 Abs. 1 Nr. 3 PStG).
Seit dem 1. November 2013 war es möglich, bei Kindern, die weder dem weiblichen noch dem männlichen Geschlecht zugeordnet werden konnten, den Personenstandsfall ohne eine solche Angabe in das Geburtenregister einzutragen (§ 22 Abs. 3 PStG in der vor dem 22. Dezember 2018 geltenden Fassung).
Nach höchstrichterlicher Rechtsprechung ließ das Personenstandsgesetz in dieser Fassung eine Eintragung wie „inter“ oder „divers“ als weitere Angabe des Geschlechts im Geburtenregister nicht zu. Intersexuelle, für die die Eltern ein bestimmtes Geschlecht hätten eintragen lassen, könnten die Streichung der Geschlechtsangabe bewirken und so den Status eines unbestimmten Geschlechts erreichen.
Auf die dagegen gerichtete Verfassungsbeschwerde stellte das Bundesverfassungsgericht mit Beschluss vom 10. Oktober 2017 fest, dass diese Rechtslage mit dem allgemeinen Persönlichkeitsrecht und mit dem geschlechtsbezogenen Diskriminierungsverbot aus Art. 3 Abs. 3 Satz 1 des Grundgesetzes unvereinbar ist, soweit sie eine Pflicht zur Angabe des Geschlechts begründet und dabei Personen, deren Geschlechtsentwicklung gegenüber einer weiblichen oder männlichen Geschlechtsentwicklung Varianten aufweist und die sich selbst dauerhaft weder dem männlichen noch dem weiblichen Geschlecht zuordnen, keinen positiven Geschlechtseintrag ermöglicht, der nicht „weiblich“ oder „männlich“ lautet. Art. 3 Abs. 3 Satz 1 GG schützt auch Menschen, die sich dauerhaft weder dem männlichen noch dem weiblichen Geschlecht zuordnen lassen, vor Diskriminierungen wegen ihres Geschlechts.

## Neuregelung durch das Gesetz zur Änderung der in das Geburtenregister einzutragenden Angaben

### Gesetzgebungsverfahren
Im Gesetzgebungsverfahren wurde explizit erörtert, ob die Neuregelung auf Personen erstreckt werden sollte, die zwar eine weibliche oder männliche Konstitution haben, sich aber einem anderen oder auch keinem dieser beiden Geschlechter zugehörig fühlen. Während der BT-Ausschuss für Inneres und Heimat dies ablehnte, gab es im Bundesrat vom Ausschuss für Frauen und Jugend die Empfehlung „alle weiteren Menschen, die sich nicht der binären Geschlechterkonstellation zuordnen (zum Beispiel transgeschlechtliche Menschen)“ zu integrieren.
Die Voraussetzungen zur Anpassung des Vornamens an die empfundene Geschlechtszugehörigkeit („kleine Lösung“) oder die Änderung des Geschlechtseintrages im Geburtsregister (Änderung der personenstandsrechtlichen Geschlechtszuordnung – „große Lösung“) bei Transsexualität sind trotz vielfacher Kritik weiterhin im Transsexuellengesetz geregelt.

### In das Geburtenregister einzutragende Angaben
In § 22 Abs. 3 PStG wird den sorgeberechtigten Eltern die Möglichkeit eingeräumt, bei der Beurkundung der Geburt eines Neugeborenen neben den Angaben „weiblich“ und „männlich“ oder der „Eintragung des Personenstandsfalls ohne eine solche Angabe“ auch die Bezeichnung „divers“ zu wählen, wenn eine Zuordnung zu einem der beiden Geschlechter nicht möglich ist.
In Fällen, in denen auch die weitere Geschlechtsentwicklung nicht zu einer Zuordnung zu einem der beiden Geschlechter führt oder in denen die Zuordnung nach der Geburt unrichtig erfolgte, wird betroffenen Personen selbst die Möglichkeit eröffnet, durch Erklärung gegenüber dem Standesamt die Zuordnung im Geburtseintrag ändern zu lassen und – soweit dies gewollt ist – neue Vornamen zu wählen (§ 45b Abs. 1 PStG).
Möglich ist eine Wahl zwischen den Angaben „weiblich,“ „männlich“ sowie der Bezeichnung „divers“ und dem Streichen der Angabe zum Geschlecht.
Für ein Kind, das geschäftsunfähig oder noch nicht 14 Jahre alt ist, kann nur sein gesetzlicher Vertreter die Erklärung abgeben. Ab dem 14. Lebensjahr kann ein Kind die Erklärung selbst abgeben, bedarf hierzu aber der Zustimmung seines gesetzlichen Vertreters. Angesichts des höchstpersönlichen Charakters der Entscheidung über die Geschlechtsidentität und damit auch derjenigen über die im Personenstandsregister enthaltene Geschlechtsangabe soll das Kind in dieser Frage ab Vollendung des 14. Lebensjahrs grundsätzlich selbst zur Entscheidung berufen sein. Der Gesetzgeber hält es im Hinblick auf die Tragweite der Erklärung aber für erforderlich, dass der gesetzliche Vertreter im Rahmen der Ausübung der elterlichen Sorge das Kind bei seiner Entscheidung begleitet und unterstützt und seine Zustimmung zur Entscheidung des Kindes erteilt. Stimmt der gesetzliche Vertreter nicht zu, so ersetzt das Familiengericht die Zustimmung, wenn die Änderung der Angabe zum Geschlecht oder der Vornamen dem Kindeswohl nicht widerspricht. Das Verfahren vor dem Familiengericht ist eine Kindschaftssache nach dem Gesetz über das Verfahren in Familiensachen und in den Angelegenheiten der freiwilligen Gerichtsbarkeit (FamFG), § 45b Abs. 2 PStG.
Fehlt die Zustimmung des gesetzlichen Vertreters, hat das Standesamt dies dem Familiengericht mitzuteilen (§ 168a FamFG). Die Mitteilung gilt als Anregung des Verfahrens vor dem Familiengericht im Sinne von § 24 FamFG.
Erklärungen nach § 45b Abs. 1 PStG können mehrfach abgegeben und eine einmal vorgenommene Eintragung damit revidiert werden.
Liegt kein deutscher Personenstandseintrag vor, können Personen mit Varianten der Geschlechtsentwicklung gegenüber dem Standesamt erklären, welche der in § 22 Abs. 3 PStG vorgesehenen Bezeichnungen für sie maßgeblich ist oder auf die Angabe einer Geschlechtsbezeichnung verzichten, wenn sie
- Deutsche im Sinne des Grundgesetzes sind,
- als Staatenlose oder heimatlose Ausländer ihren gewöhnlichen Aufenthalt im Inland haben,
- als Asylberechtigte oder ausländische Flüchtlinge ihren Wohnsitz im Inland haben oder
- als Ausländer, deren Heimatrecht keine vergleichbare Regelung kennt,
  - ein unbefristetes Aufenthaltsrecht besitzen,
  - eine verlängerbare Aufenthaltserlaubnis besitzen und sich dauerhaft rechtmäßig im Inland aufhalten oder
  - eine Blaue Karte EU besitzen.

### Variante der Geschlechtsentwicklung

#### Begriff
Der Anwendungsbereich des § 45b PStG erstreckt sich nach der Gesetzesbegründung und dem Gesetzeswortlaut auf Menschen mit „Varianten der Geschlechtsentwicklung.“ Nach der aktuellen medizinischen Terminologie, die auf der bei der Konsensuskonferenz 2005 in Chicago vorgeschlagenen Klassifikation beruht, werden darunter Diagnosen zusammengefasst, bei denen die Geschlechtschromosomen, das Genitale oder die Gonaden inkongruent sind.
Das Bundesverfassungsgericht versteht darunter „angeborene Variationen der genetischen, hormonalen, gonadalen und genitalen Anlagen eines Menschen mit der Folge, dass das Geschlecht einer Person nicht mehr eindeutig den biologischen Kategorien ‚männlich’ oder ‚weiblich’ entspreche.“ In den medizinischen und psycho-sozialen Wissenschaften bestehe zudem weitgehend Einigkeit darüber, dass sich das Geschlecht nicht allein nach genetisch-anatomisch-chromosomalen Merkmalen bestimmen oder gar herstellen lässt, sondern von sozialen und psychischen Faktoren mitbestimmt wird. Eine Variante der Geschlechtsentwicklung setzt daher nicht nur voraus, dass die körperliche Geschlechtsentwicklung gegenüber einer weiblichen oder männlichen Varianten aufweist, sondern dass auch die Person sich selbst hinsichtlich ihrer psycho-sozialen Geschlechtsidentität dauerhaft weder dem männlichen noch dem weiblichen Geschlecht zuordnet.
In den Rechtswissenschaften ist umstritten, ob auch das subjektive Geschlechtsempfinden allein eine Variante der Geschlechtsentwicklung im Sinne des § 45 b PStG begründen kann. Der Bundesgerichtshof hat das bisher verneint. Auf Personen mit körperlich eindeutig weiblichen oder eindeutig männlichen Geschlechtsmerkmalen ist die Bestimmung demnach nicht anzuwenden. In der Literatur werden aber auch andere Standpunkte vertreten. In einer Studie aus dem Jahr 2020 vertreten Anna Katharina Mangold, Maya Markwald und Cara Röhner etwa die These, dass das deutsche Verfassungsrecht auf einem selbstbestimmten Geschlechtsverständnis aufbaue. Bei der Anwendung des § 45 b PStG müsse das subjektive Geschlechtsempfinden im Fokus stehen, da nur so die Grundrechte vor allem von trans- und intergeschlechtlichen Personen gewahrten werden könnten.

#### Verfassungsbeschwerde
Gegen den Beschluss des BGH wurde Beschwerde beim Bundesverfassungsgericht eingelegt. Sowohl die Gesellschaft für Freiheitsrechte (GFF) vertrat die Ansicht, dass der Geschlechtseintrag nicht an das biologische Geschlecht gekoppelt werden könne. Der BGH-Beschluss widerspreche bisheriger Rechtsprechung, in der das Bundesverfassungsgericht das „subjektive Selbstverständnis von Geschlecht geschützt hat“. Auch das Amtsgericht Münster hält es für verfassungswidrig, wenn die Anwendung des Gesetzes sich allein auf körperliche Merkmale reduziert und legte eine Beschwerde beim Bundesverfassungsgericht vor. Letzteres ist insofern besonders, weil diese Beschwerde nicht von der Zivilgesellschaft, sondern von der Judikative selbst ausgeht. Die Entscheidungen stehen noch aus.

#### Nachweis
Eine Variante der Geschlechtsentwicklung ist gegenüber dem Standesamt grundsätzlich durch Vorlage einer ärztlichen Bescheinigung nachzuweisen, ausnahmsweise durch Versicherung an Eides statt (§ 45b Abs. 3 PStG).

## Anwendungspraxis und Desiderate
Im Zeitraum vom 22. Dezember 2018 bis 31. März 2019 wurden insgesamt 385 Erklärungen nach § 45b PStG abgegeben, die meisten davon in Nordrhein-Westfalen.
Ein Rundschreiben des Bundesinnenministeriums an die Innenministerien und Senatsverwaltungen für Inneres der Länder vom 10. April 2019 stellte klar, dass die neue Regelung in § 22 Abs. 3 PStG und in § 45b PStG nur intersexuelle Menschen erfasst. Für Transpersonen sollte weiterhin das Verfahren nach dem Transsexuellengesetz gelten. Als Grund hierfür führte das Ministerium an, dass transgeschlechtliche Personen ein eindeutiges biologisches Geschlecht hätten, welches nur nicht mit dem empfundenen Geschlecht übereinstimme.
Nach Hinweisen auf Fälle, in denen Transpersonen die allein für intersexuelle Menschen geschaffene Regelung für sich in Anspruch nahmen, wies das Ministerium darauf hin, dass Standesbeamte verpflichtet seien, die ärztliche Bescheinigung einer Variante der Geschlechtsentwicklung unter folgenden Aspekten zu prüfen:
- Die Bescheinigung darf nur ausstellen, wer über eine ärztliche Approbation verfügt. Das sind in erster Linie die einschlägigen Fachärzte. Psychologen ohne zusätzliche ärztliche Approbation können die ärztliche Bescheinigung dagegen nicht ausstellen.
- Bestehen berechtigte Zweifel an der Richtigkeit der ärztlichen Bescheinigung, z. B. weil die betroffene Person parallel ein Verfahren nach dem Transsexuellengesetz betreibt, ist der Sachverhalt weiter aufzuklären. Dazu kann eine Konkretisierung der ärztlichen Bescheinigung dahingehend verlangt werden, dass eine Variante der Geschlechtsentwicklung nach der in der Konsensuskonferenz in Chicago 2005 international festgelegten Definition bestätigt wird. Können die Zweifel nicht ausgeräumt werden, ist die Ablehnung der Beurkundung in Betracht zu ziehen.
- Ergibt sich zusätzlich der Verdacht der Ausstellung einer unrichtigen ärztlichen Bescheinigung nach § 278 StGB, ist Nummer 70 PStG-VwV zu beachten und der Sachverhalt der Staatsanwaltschaft mitzuteilen.[29]

Das Rundschreiben stieß auf Kritik bei Interessenvertretungen und Politik.
Ein vom Bundesfamilienministerium in Auftrag gegebenes Rechtsgutachten vom 2. Dezember 2020 kam zu dem Ergebnis, eine Eingrenzung des § 45b PStG auf intersexuelle Menschen sei weder medizinisch noch rechtlich gerechtfertigt. Auch Transgeschlechtlichkeit und eine nichtbinäre Geschlechtsidentität seien von dem Begriff „Varianten der Geschlechtsentwicklung“ umfasst. Nicht strafbar seien insbesondere die Attestierung einer „Variante der Geschlechtsentwicklung“ im Falle von Transgeschlechtlichkeit und nicht‐binärer Geschlechtsidentität.
Seit 1. November 2024 sieht das Selbstbestimmungsgesetz ein einheitliches Verfahren für alle vor, deren subjektive Geschlechtsidentität nicht mit dem Geschlechtereintrag übereinstimmt.